# Viniegra de Abajo
Viniegra de Abajo település Spanyolországban, La Rioja autonóm közösségben. Viniegra de Abajo Vinuesa, Covaleda, Duruelo de la Sierra, Mansilla de la Sierra, Anguiano, Ventrosa és Viniegra de Arriba községekkel határos. Lakosainak száma 75 fő (2024).

## Népesség
A település népessége az elmúlt években az alábbi módon változott:
| Lakosok száma | 121  | 113  | 113  | 104  | 97   | 87   | 75   | 77   | 79   | 75   |
|               | 2001 | 2004 | 2007 | 2009 | 2012 | 2014 | 2017 | 2019 | 2022 | 2024 |